# Rozella
Rozella é um género de fungos. Considerado uma das primeiras linhagens divergentes de fungos, o gênero difunde-se em 22 espécies. O género foi descrito pela primeira vez pelo micologista francês Marie Maxime Cornu em 1872.

## Espécies
- Rozella achlyae
- Rozella allomycetes
- Rozella allomycis[5]
- Rozella apodyae-brachynematis
- Rozella blastocladiae
- Rozella canterae
- Rozella chytriomycetis
- Rozella cladochytrii
- Rozella cuculus
- Rozella diplophlyctidis
- Rozella endochytrii
- Rozella irregularis
- Rozella longicollis
- Rozella longisporangia
- Rozella marina
- Rozella monoblepharidis-polymorphae
- Rozella parva
- Rozella polyphagi
- Rozella pseudomorpha
- Rozella rhipidii-spinosi
- Rozella rhizophlycti
- Rozella rhizophydii